# ريان بيرس
ريان بيرس (بالإنجليزية: Ryan Pierce)‏ (9 يوليو 1983 بألباني في الولايات المتحدة - ) هو لاعب كرة قدم أمريكي في مركز الدفاع. لعب مع Crystal Palace Baltimore ‏ وCape Cod Crusaders ‏ وAlbany BWP Highlanders ‏ وBaltimore Blast ‏ وبيتسبورغ ريفرهوندز وUtica City FC ‏ ونادي بان.

## وصلات خارجية
- ريان بيرس على موقع قاعدة بيانات كرة القدم.إي يو (الإنجليزية)